# Đại dịch cúm 1957–1958
Đại dịch cúm 1957–1958, hay còn gọi là dịch cúm châu Á, là đại dịch toàn cầu gây ra bởi virus cúm A, phân nhóm H2N2 có nguồn gốc từ Quý Châu, Trung Quốc. Đại dịch đã cướp đi sinh mạng của ít nhất 1 triệu người trên thế giới.

## Lịch sử
Chủng vi rút gây ra đại dịch, phân nhóm virut cúm A H2N2, là sự tái tổ hợp của cúm gia cầm (có thể là từ ngỗng) và virus cúm ở người. Vì đây là một chủng virus mới, nên khả năng miễn dịch là tối thiểu trong quần thể người.
Báo cáo xác định các trường hợp đầu tiên xảy ra vào cuối năm 1956 ở Quý Châu hoặc tháng 2 năm 1957. Cũng có thể nó đã khởi phát ở lân cận tỉnh Vân Nam trước cuối tháng Hai. Vào ngày 17 tháng 4, The Times đã thông báo về "một dịch cúm đã ảnh hưởng đến hàng ngàn cư dân Hồng Kông". Đến cuối tháng, Singapore cũng trải qua đợt bùng phát dịch cúm mới, lên đến đỉnh điểm vào giữa tháng 5 với 680 người chết. Tại Đài Loan, dịch bệnh ảnh hưởng đến 100.000 người. Ấn Độ có một triệu trường hợp mắc cúm vào tháng 6. Trong cuối tháng đó, đại dịch đã lan đến Vương quốc Anh.
Đến tháng 6 năm 1957, dịch bệnh lan sang Hoa Kỳ, khởi đầu với một vài ca bệnh nhiễm trùng. Những người bị ảnh hưởng đầu tiên là các nhân viên Hải quân Hoa Kỳ tại các khu trục hạm cập cảng Trạm Hải quân Newport, cũng như các tân binh quân sự mới ở nơi khác. Làn sóng lây nhiễm thứ nhất đến vào tháng 10 (trong cộng đồng những trẻ em trở lại trường học) và đợt thứ hai, vào tháng 1 và tháng 2 năm 1958 ở những người cao tuổi, gây tử vong nhiều hơn. Nhà vi trùng học Maurice Hilleman đã hoảng hốt trước những bức ảnh về những người bị ảnh hưởng bởi virus ở Hồng Kông được đăng trên tờ New York Times. Ông đã lấy được mẫu virus từ một bác sĩ của Hải quân Hoa Kỳ tại Nhật Bản. Sở Y tế Công cộng đã tiến hành nuôi cấy virus cho các nhà sản xuất vắc-xin vào ngày 12 tháng 5 năm 1957. Một loại vắc-xin sau đó được đưa vào thử nghiệm tại Fort Ord vào ngày 26 tháng 7 và tại Căn cứ Không quân Lowry vào ngày 29 tháng 7. Số ca tử vong lên đến đỉnh điểm vào cuối ngày 17 tháng 10 với 600 ca ở Anh và xứ Wales. Vắc-xin đã có sẵn trong cùng tháng tại Vương quốc Anh. Mặc dù ban đầu nó chỉ có sẵn với số lượng hạn chế, nhưng việc triển khai nhanh chóng đã giúp ngăn chặn đại dịch.
Virus cúm H2N2 tiếp tục lan truyền cho đến năm 1968, khi nó biến đổi qua sự dịch chuyển kháng nguyên thành phân nhóm virus cúm A H3N2, là nguyên nhân gây ra đại dịch cúm năm 1968.

## Tử vong

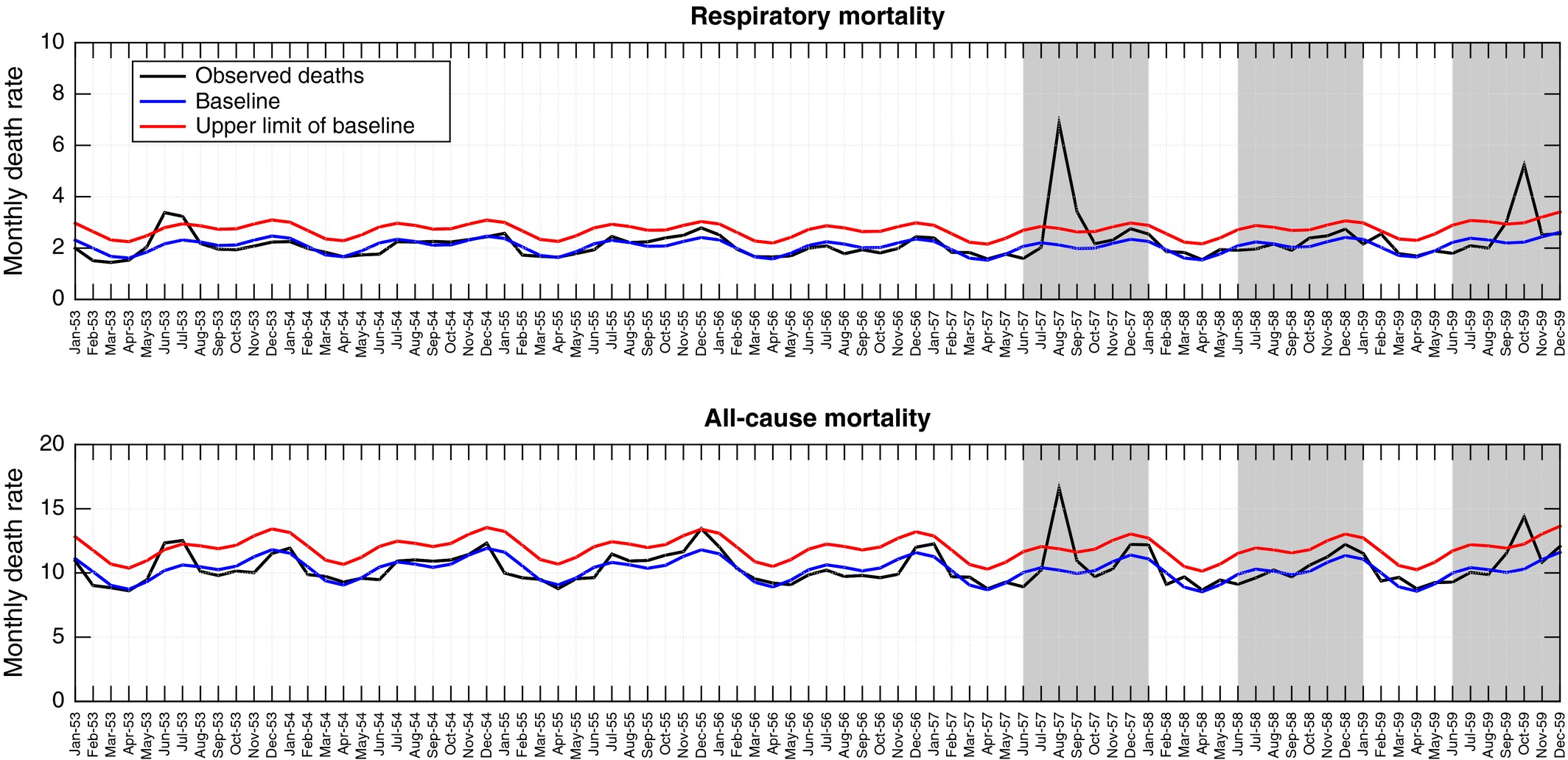
Tỷ lệ tử vong ở Chile giai đoạn 1953–1959. Mùa cúm được làm nổi bật với màu xám. Lưu ý đường màu đen biểu thị tỉ lệ tử vong.

Tỷ lệ tử vong của bệnh cúm châu Á là khoảng 0,67%. Bệnh có tỷ lệ biến chứng 3% và tỷ lệ tử vong 0,3% tại Vương quốc Anh. Ngoài ra, nó có thể gây viêm phổi mà không gây nhiễm trùng thứ cấp. Đại dịch có thể đã lây nhiễm cho nhiều người hơn đại dịch cúm Tây Ban Nha năm 1918. Tuy nhiên, việc nghiên cứu vắc-xin; công tác cải thiện, chăm sóc sức khỏe cũng như phát minh ra kháng sinh đã góp phần làm giảm tỷ lệ tử vong. Nhìn chung, đại dịch gây ra cái chết của 1 đến 2 triệu hoặc 2 đến 4 triệu người. Còn theo ước tính của CDC, số người tử vong là 1,1 triệu người. Theo một nghiên cứu trên Tạp chí Bệnh truyền nhiễm (The Journal of Infectious Diseases) của Nhà xuất bản Đại học Oxford, tỷ lệ tử vong cao nhất xảy ra ở khu vực Mỹ Latinh. Ước tính có khoảng 70.000 đến 116.000 người đã chết ở Hoa Kỳ. Đầu năm 1958, thống kê cho thấy có 14.000 người tử vong vì cúm châu Á ở Vương quốc Anh trong số 9 triệu người mắc bệnh. Tuy gây ra nhiều bệnh nhiễm trùng ở trẻ em, lây lan trong trường học và dẫn đến nhiều trường học bị đóng cửa, nhưng hiếm khi gây tử vong ở trẻ em. Đối tượng gây tử vong chủ yếu của virus là phụ nữ mang thai, người già và những người mắc bệnh nền tim và phổi. Theo nghiên cứu của Barbara Sands, tỉ lệ tử vong quá mức trong Đại nhảy vọt ở Trung Quốc thời Mao Trạch Đông có thể phần nào đó liên quan đến dịch cúm năm 1957.

## Tác động đến kinh tế
Chỉ số trung bình công nghiệp Dow Jones đã giảm 15% giá trị trong nửa cuối năm 1957. Tại Vương quốc Anh, chính phủ phải chi ra 10 triệu bảng nhằm trợ cấp ốm đau. Một số nhà máy và hầm mỏ cũng buộc phải đóng cửa. Nhiều trường học cũng đóng cửa ở Ireland, trong đó có 17 trường ở Dublin.